# Gato Pérez
Xavier Patricio Pérez Álvarez, né à Buenos Aires le 11 avril 1951 et mort à Caldes de Montbui (province de Barcelone) le 18 octobre 1990, plus connu sous son nom de scène Gato Pérez, est un musicien d'origine argentine établi en Catalogne, qui se distingue dans le genre musical de la rumba catalane.